# Ida Siekmann

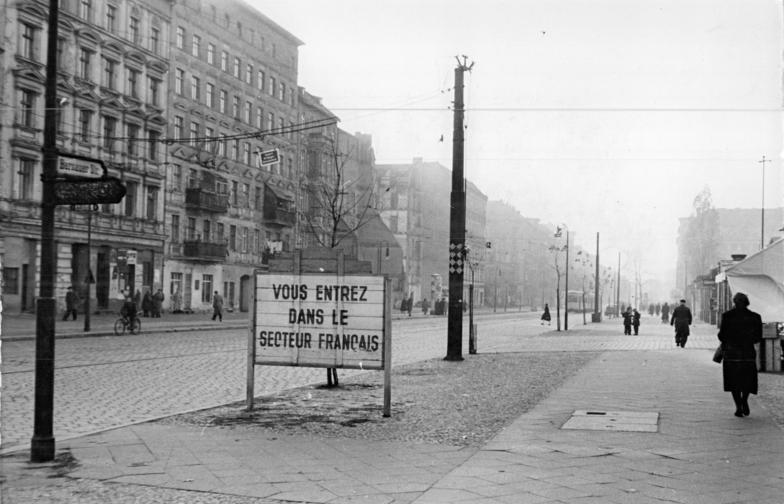
Drzwi do mieszkania Idy Siekmann i okno z którego skoczyła

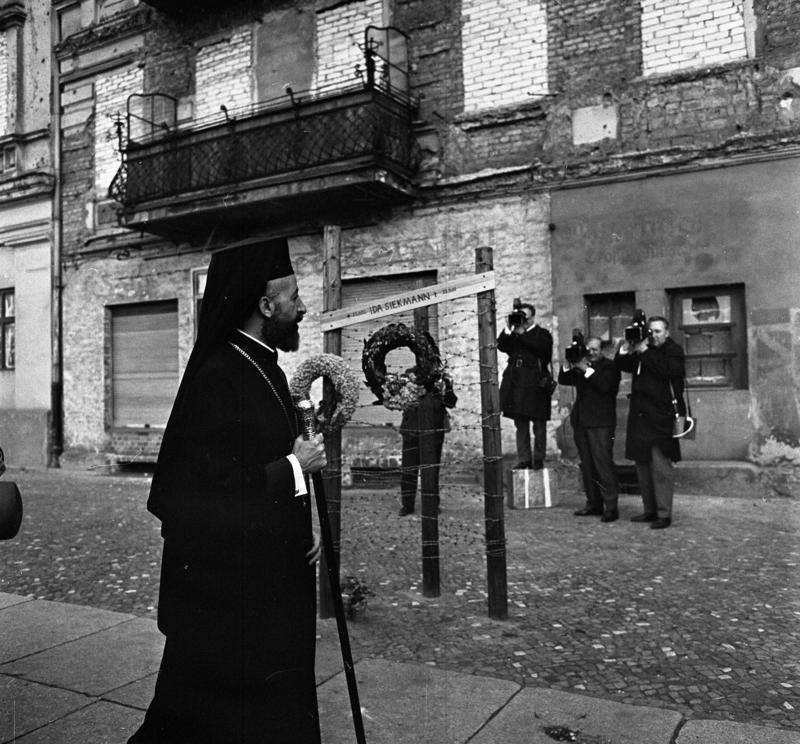
Prezydent Cypru pod pomnikiem Idy Siekmann poświęconym wypadkowi

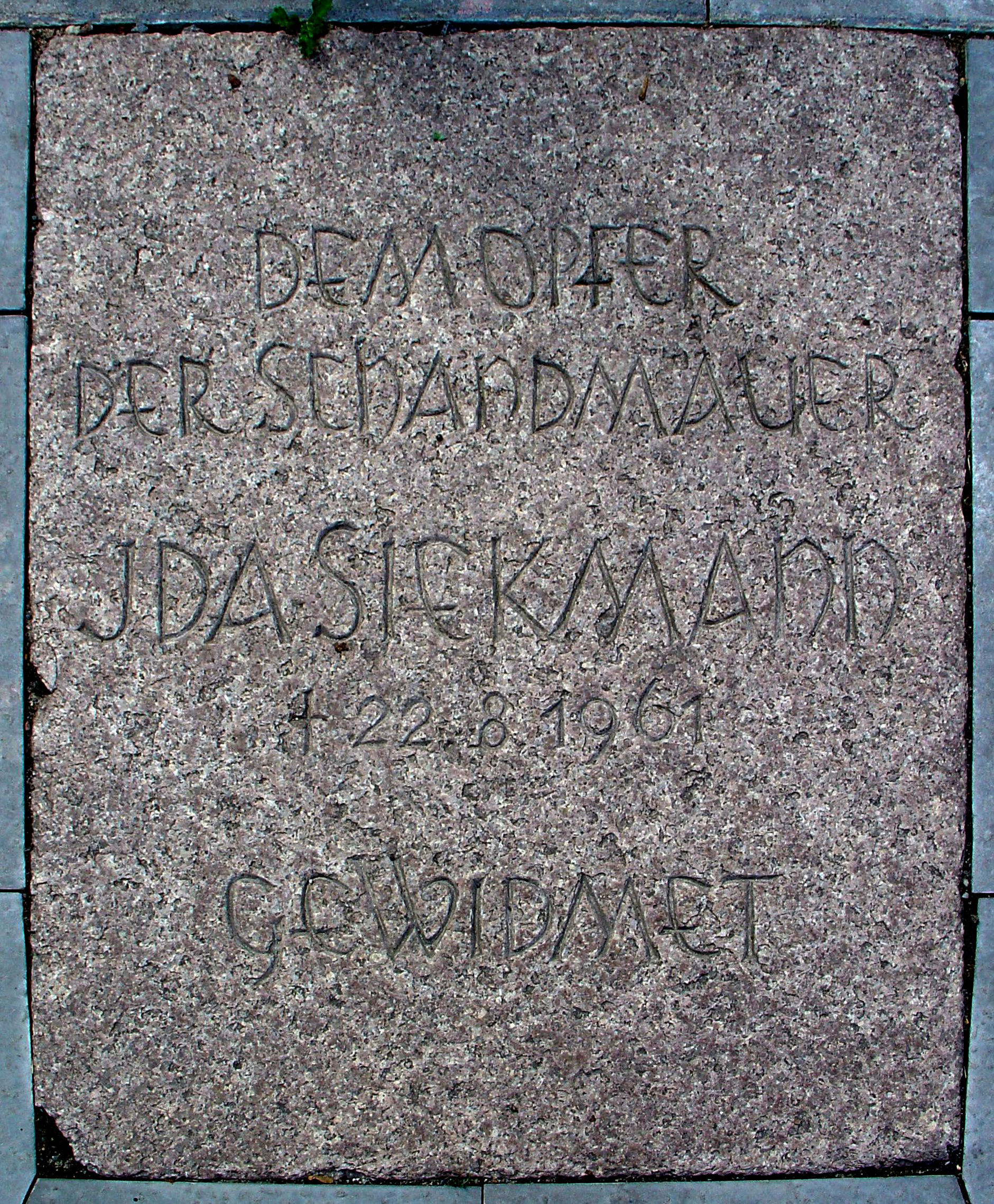
Tablica pamiątkowa poświęcona Idzie Siekmann w miejscu, w którym znajdował się jej dom

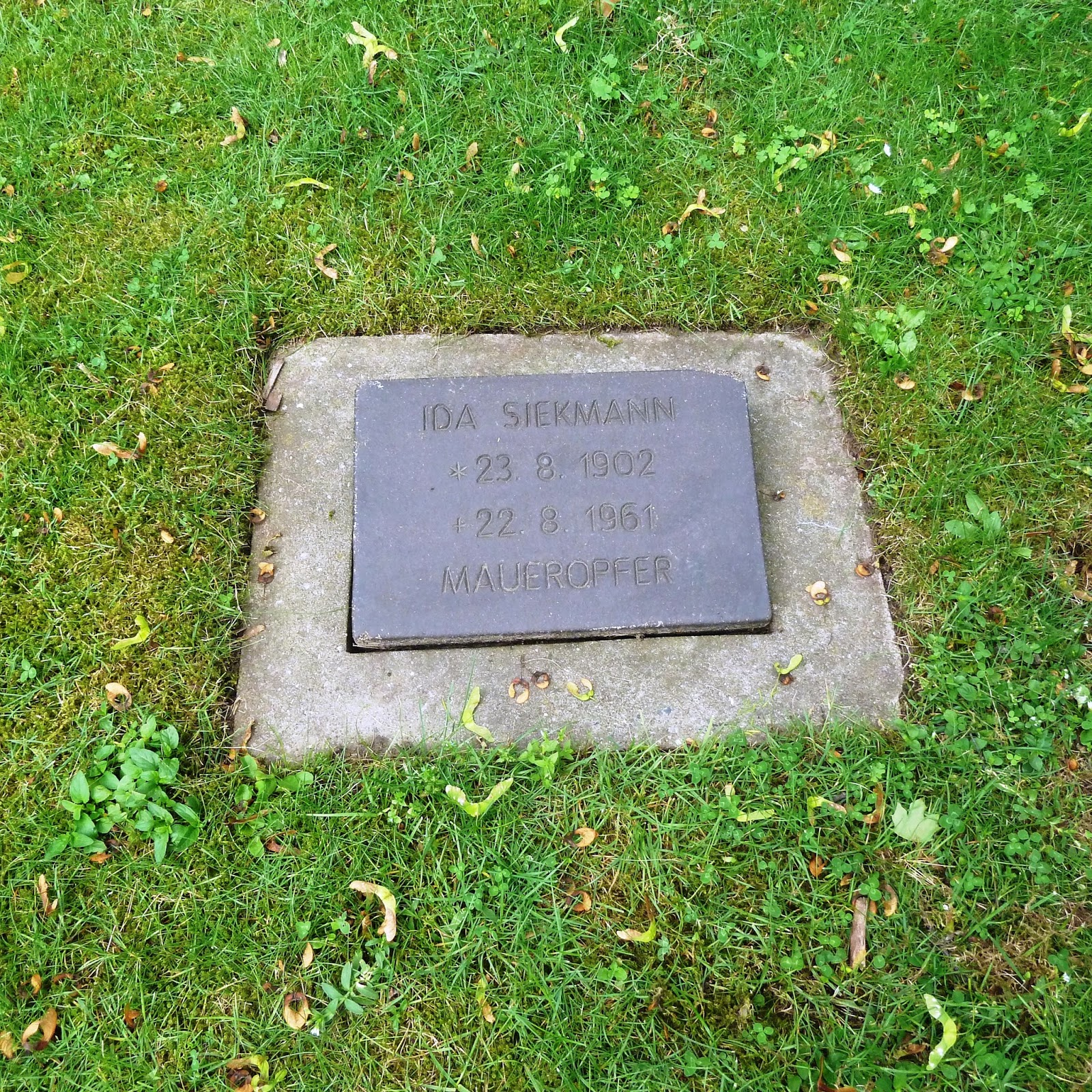
Grób Idy Siekmann na cmentarzu przy Seestrasse, Berlin-Wedding (2011)

Ida Siekmann (ur. 23 sierpnia 1902 w Górkach, zm. 22 sierpnia 1961 w Berlinie) – była pierwszą śmiertelną ofiarą, która zginęła podczas próby sforsowania Muru Berlińskiego, oddzielającego Berlin Zachodni od Berlina Wschodniego.
Dom Idy Siekmann, mieszczący się przy Bernauer Straße 48 w dzielnicy Berlin-Mitte, stanowił jednocześnie granicę państwową. Okna mieszkania wychodziły m.in. na Berlin Zachodni. Wraz z wzniesieniem muru z dnia na dzień samotnie żyjącą kobietę odcięto od najbliższej rodziny – siostry, mieszkającej kilka przecznic dalej, na terenie Berlina Zachodniego. Dotychczasowy, swobodny ruch pomiędzy zachodnią strefą kontrolowaną przez Francuzów a wschodnią – strefą radziecką zostaje zamknięty. W wielu granicznych budynkach – w tym budynku Idy Siekmann – zamurowano w tym czasie wszystkie drzwi wychodzące na zachodnią granicę, a w klatkach schodowych dochodziło do częstych kontroli policyjnych osób chcących wejść do budynku.
22 sierpnia 1961 r., około godziny 6:50 Siekmann postanowiła sforsować granicę, wyskakując z okna swojego mieszkania mieszczącego się na III piętrze w budynku przy Bernauer Straße 48. Chwilę wcześniej poczyniła przygotowania do ucieczki, wyrzucając w miejsce planowanego upadku m.in. pościel i inne rzeczy mogące zamortyzować upadek z dużej wysokości. Niestety desperacki skok zakończył się ciężkimi obrażeniami kobiety, a ranna Ida Siekmann zmarła w trakcie transportu do pobliskiego szpitala św. Łazarza. Śmierć nastąpiła w wyniku ciężkich obrażeń odniesionych podczas skoku.
Została pochowana 29 sierpnia 1961 na cmentarzu komunalnym, w dzielnicy Wedding. Pogrzeb odbył się z honorami. Jej trumna przyozdobiona została w barwach Berlina Zachodniego. W oficjalnych uroczystościach pogrzebowych wzięli udział mieszkańcy Berlina Zachodniego, w tym najwyższe władze miasta.
Jej tragiczna śmierć jako pierwszej śmiertelnej ofiary nowo wzniesionego muru berlińskiego była szokiem dla całej społeczności Berlina. W miejscu śmierci Idy Siekmann powstał prowizoryczny pomnik w kształcie trzech drewnianych słupów połączonych drutem kolczastym.
23 sierpnia 1962, w trakcie uroczystości ku czci Idy Siekmann, Robert Kennedy i Willy Brandt złożyli wieniec pod symbolicznym pomnikiem upamiętniającym śmierć kobiety.
Pomnik przez kolejne dziesięciolecia stał się miejscem corocznych uroczystości ku czci ofiar muru berlińskiego, odwiedzanym zarówno przez niemieckich jak i zagranicznych dostojników państwowych. W późniejszym okresie pomnik został zastąpiony tablicą pamiątkową.